# Couvent cistercien de Schoenensteinbach
Le couvent cistercien de Schoenensteinbach est un monument historique situé à Wittenheim, dans le département français du Haut-Rhin. Fondé selon la légende, en 1138, dans une grange au milieu d'une forêt marécageuse, qui sera rebaptisée Nonnenbruchwald, il fut définitivement fermé au moment de la Révolution française et ses biens saisis par l'État. Sur l'ancien domaine du couvent, on retrouve un des plus anciens calvaire de la région datant du 29 avril 1688.

## Localisation
Une partie des ruines du couvent est visible au 260, rue de Soultz à Wittenheim.

## Historique
L'édifice fait l'objet d'une inscription au titre des monuments historiques depuis 1989. 
Durant la période des Habsbourg, il fut le siège d'un couvent de moniales d'importance. Ce couvent a reçu en don, après la mort de Marguerite de Clèves, le livre d'heures de sa détentrice.
Le maire de la commune l'a acheté en 1795 puis détruit afin d'empierrer un chemin.
Ses fondations sont à nouveau visibles grâce à des fouilles récentes.

### Légende fondatrice
Selon la tradition, en 1138, deux filles (Mechthild et Kunigunde) d'un chevalier nommé Nochero von Wittenheim fondèrent le monastère de Steinbach sous le nom de « Bernhardinerkloster » (cistercien) : d'abord, après une éducation pieuse, les deux sœurs allèrent dans un « monastère Kleinlützel » (mais différent de celui de Kleinlützel, peut-être le monastère de Birlingen près de Steinbach, une branche du monastère de Lützel). Peu de temps après leur entrée, les religieuses ont été harcelées par les successeurs du fondateur, les comtes de Pfirt, à travers des chasses, des fêtes, des destructions volontaires et un comportement inapproprié, de sorte qu'elles et leurs co-sœurs ont trouvé ce tout nouveau « monastère de Kleinlützel ».
Elles avaient demandé à leur père Nochero de pouvoir utiliser la chapelle St. Margarethen près de Wittenheim comme domicile, mais il refusa parce qu'il pensait que ce serait trop absurde pour deux femmes. Au lieu de cela, il leur a promis une grange isolée dans une forêt, en espérant qu'elles ne l'accepteraient pas. Il fut très surpris lorsque tout le couvent de Kleinlützel fut transféré en ce lieu. Il fut heureux de contribuer avec ses amis à la construction avec des cadeaux et des dons, de sorte qu'un petit monastère a rapidement émergé. 
Cette légende est racontée dans la Chronique de Schönensteinbach par Seraphin Dietler.

### Age d'or
À partir de 1160, le couvent nouvellement fondé fait partie de l'ordre des Augustins (monastère St. Maria à Steinbach) puis à partir de 1397, il passa à l'ordre dominicain (monastère St. Brigitten à Schönensteinbach).
En raison de son emplacement sur la plaine ouverte du Rhin, le monastère était mal protégé contre le passage des troupes armées, malgré les forêts qui l'entouraient à cette époque. Il a été pillé en 1365 lorsque les Anglais sont passés pendant la guerre de Cent Ans et complètement brûlé lors de leur deuxième passage à travers le Gugler (en) en 1375. En 1382, les Augustins tentèrent de reconstruire le monastère de Marbach, mais les moyens manquaient ; même une tentative des prémontrés de Strasbourg échoua. Ce n'est que sous Léopold IV de Habsbourg et sa femme Catherine de Bourgogne qu'il fut reconstruit en couvent dominicain en 1397. Selon les stipulations des réformateurs dévoués du monastère Raymond de Capoue et Konrad de Prusse, Schönensteinbach est devenu le premier monastère dominicain à être observé dans l'ordre de la Teutonie. Cinq sœurs du monastère St. Katharinental (de), ainsi que quelques autres moniales des monastères alsaciens, ont pris la tâche de faire de Schönensteinbach un modèle de monastère de réforme. Sous Clara Anna von Hohenburg en tant que prieure, le monastère a commencé à prospérer, à partir duquel d'autres monastères ont été réformés, comme le Couvent des Unterlinden à Colmar, en 1419, et le monastère de Catherine (Nuremberg) (de) à Nuremberg, en 1428. Un réseau soudé de monastères réformés a été créé, également documenté par un échange important de manuscrits pour la constitution des bibliothèques des monastères respectifs. Un livre d'heures  en provenance de Schönensteinbach, qui se trouve aujourd'hui dans le Musée Calouste-Gulbenkian, fait référence à l'ancienne bibliothèque. De 1399 à 1405, Frédéric de Blankenheim, l'évêque d'Utrecht, fit construire le monastère Maria Magdalena à Wijk bij Duurstede où il installa des sœurs de Schönensteinbach. Vers 1435, des sœurs de Wijk s'installent dans le monastère de Westerau à Westroijen aux portes de la ville de Tiel. Vers 1426, Margaretha Ursula von Masmünster (de) est nommée prieure. Dans sa fondation préférée Schönensteinbach, où elle passa les dernières années de sa vie, l'ancien monastère Konrad de Prusse trouva son dernier lieu de repos en 1426.
Pendant les campagnes des Armagnacs de 1444/1445, sous la direction du prieur dominicain de Bâle, Konrad Schlatter, les sœurs dominicaines de Schönensteinbach ont été évacuées vers les villes de Bâle, Strasbourg, Pforzheim, Nuremberg, Augsbourg et Katharinental.

### Soulèvement paysan
Au début du soulèvement en Alsace en 1525, le couvent avait été mis en sécurité à Ensisheim avec tous ses biens meubles. Les paysans rebelles détruisirent d'autant plus amèrement les bâtiments vides. Après la défaite, les fermiers furent obligés par Ferdinand d'Autriche de payer 8 000 florins pour la reconstruction. Durant les douze années suivantes, les bâtiments ont été reconstruits à partir de zéro.

### Fin du monastère
Le monastère a été fermé au cours de la Révolution française, les biens ont été récupérés par l'État. La moitié du monastère a été vendue à deux citoyens en 1807 et la même année, l'autre a été vendue aux enchères, les bâtiments étant regroupés dans les mains d'un seul propriétaire. [16] Aujourd'hui, le nom de la rue à l'emplacement rappelle encore le monastère.